# V字尾翼

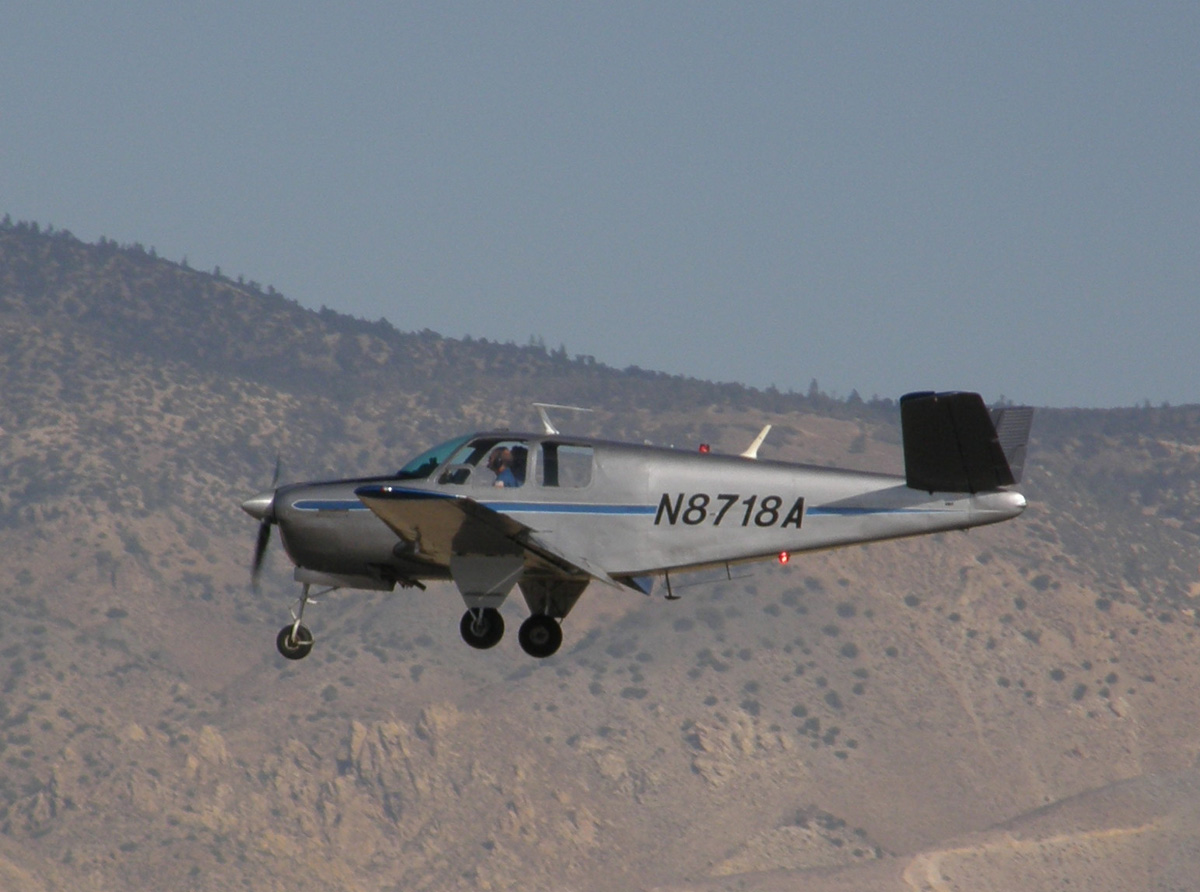
1950年のV尾翼B35は、モハーベ航空宇宙港の国立テストパイロット学校によって運用されている。

航空機のV字尾翼（英語: V-tail）、V尾翼、V字翼、VテールまたVeeテール（バタフライテール（英語: butterfly tail）またはラドリック（英語: Rudlicki's）のVテールとも呼ばれる）は、航空機は、従来の垂直尾翼と水平尾翼をV字型の構成に設定された2つの面に置き換える尾操縦面の型破りな配置である。各々の対の表面の後方の端は、ラダーとエレベーターの両方の機能を組み合わせた、ラダーベーター（英語: ruddervator）と呼ばれることもあるヒンジ付き操縦翼面である。
V字尾翼は1930年にポーランドのエンジニアイェジ・ルドリッキによって発明され、1931年の夏にポーランドの航空宇宙メーカープラージュ・アンド・ラスキエヴィチによって改造された練習機ハンリオットHD.28で初めてテストされた。

## 概要
実験機のロッキードXFVのX字型の尾翼は、本質的に胴体の上下両方に伸びるV字尾翼であった。

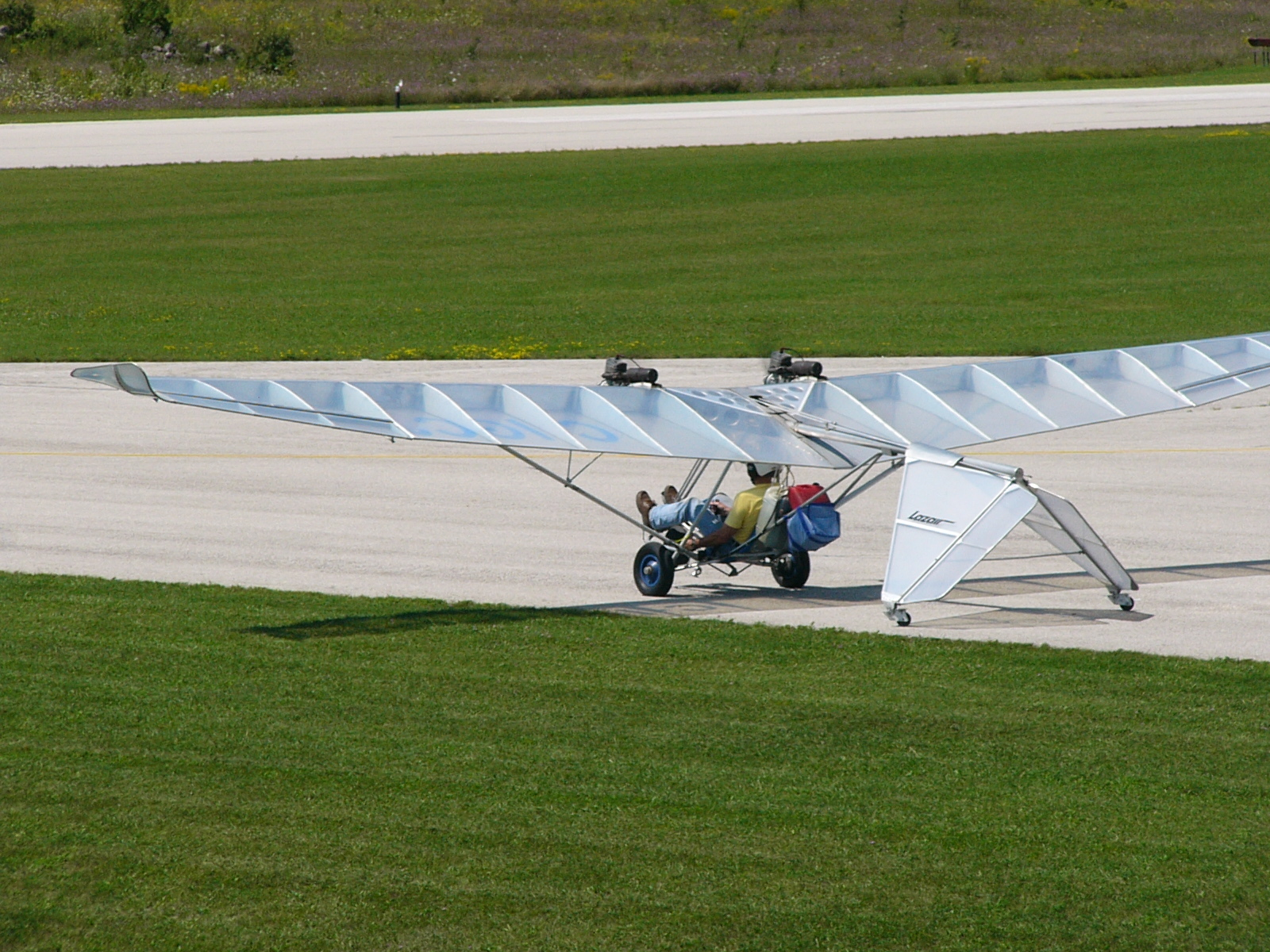
半透明のテドラーで覆われた逆V字尾翼のウルトラフライト・ラゼア

### 従来形
V字尾翼は航空機の設計は、利点にもかかわらず普及していない。大量生産されている最も人気のある従来のV字尾翼航空機は、ビーチクラフトボナンザモデル35であり、多くの場合、 "V-tail Bonanza"または単に"V-tail"として知られている。他の例としては、ロッキードF-117ナイトホークステルス攻撃機やフーガCM.170マジステール練習機などがある。民間航空機のシーラスビジョンSF50ジェットは、V字尾翼を採用した最近の例である。レヘトヴァーラ PIK-16 バサマのようないくつかのグライダーは、V字尾翼で設計されていたが、製造されたバサマは十字尾翼を持っていた。

### 逆V字形
ブローム & フォス P 213ミニチュアファイターは、逆V字尾翼を備えた最初の航空機の1つである。LSIアンバー 、ジェネラル・アトミックス Gnat、ジェネラル・アトミックス MQ-1 プレデターなどの無人航空機は、後にこのタイプのテールを備えている。 2000年以降に生産されたのウルトラフライト・ラゼア超軽量動力機は、逆V尾翼に後部着陸装置も搭載した特徴を持っている。

## 利点
理想的には、従来の3翼型尾翼またはT字尾翼よりも表面が少ないため、V字尾翼は軽量で、ウェットエリアが少ないため、揚力誘導抗力と有害抗力が少なくなる。ただし、 NACAの調査によると、V字尾翼の表面は、垂直面と水平面への単純な投影よりも大きくなければならない。その結果、総ウェットエリアはほぼ一定になる。ただし、交差面を3つから2つに減らすと、干渉抗力がいくらかなくなるため、抗力が正味減少する。
単垂直尾翼機高迎角飛行時の胴体後乱流による垂直尾翼機能低下が無くなり、それに備えた垂直尾翼拡大（当然抵抗・質量増加をもたらす）を避けられる。
シーラス Vision SF50、エクリプス 400 、ノースロップ・グラマン グローバルホーク RQ-4無人航空機などのライトジェット航空機では、多くの場合、エンジンが航空機の外部に配置される。このような場合、垂直尾翼がエンジンの排気ガスの影響を受けないようにするために、V字尾翼が使用される。排気ガスの流れを乱し、推力を減らし、スタビライザーの摩耗を増やし、時間の経過とともに損傷を引き起こす可能性がある。
軍用機では、少なくとも単垂直尾翼機より、側方ステルス性が向上する可能性がある。

## 短所
1980年代半ば、連邦航空局は安全上の懸念からビーチクラフトボナンザを飛行禁止にした。ボナンザは最初の認証要件を満たしていたが、許容基準を超える速度で、極度のストレスの間に致命的な空中崩壊の歴史があった。このタイプは耐空性と見なされ、ビーチクラフトが耐空性指令として構造変更を発行した後、制限が解除された。
エリアルールに配慮した通常尾翼機では、水平尾翼前縁位置と垂直尾翼前縁位置を前後にずらして抵抗を下げる手法が取られる場合が多いが、V字尾翼ではその手法が取り難くなる（左右の水平尾翼を前後にずらす位稀になる）。

## ラダーベーター

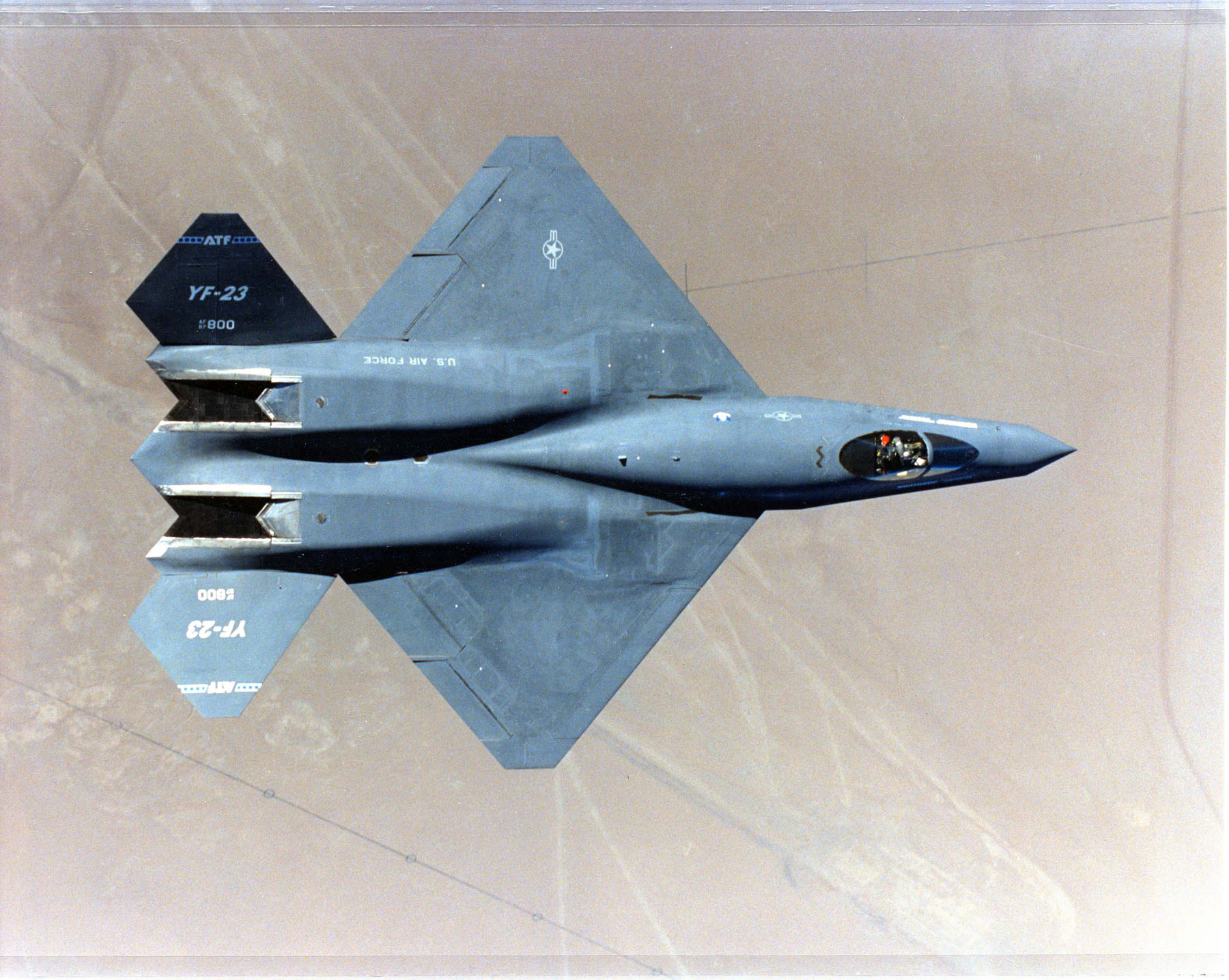
ノースロップYF-23グレイゴーストプロトタイプ戦闘機のトップダウンビュー。独特の幅広のV尾翼とラダーベーターを示す。

ラダーベーターは、V字尾翼構成の飛行機の操縦翼面である。それらは、飛行機の尾部を構成する2つの翼型のそれぞれの後縁にある。ラダーベーターの最初の使用はコアンダ=1910のX尾翼であった可能性があるが、この航空機が実際に飛行したという証拠は見当たらない。後のコアンダ=1911は、X尾翼にラダーベーターを搭載して飛行している。その後、ポーランドのエンジニアであるイェジ・ルドリッキは、1930年に最初の実用的なラダーベーターを設計し、1931年に改造された練習機ハンリオットHD.28でテストされた。
ラダーベーター（英語: ruddervator）は、「ラダー」と「エレベーター」という言葉を組み合わせたもので、従来の航空機の尾翼構成では、ラダーはヨー（水平）を制御し、エレベーターはピッチ（垂直）を制御する。
ラダーベーターは、従来の操縦翼面と同じ制御効果を提供するが、操縦翼面を一斉に作動させるより複雑な制御システムを介して行われる。機首を左に動かすヨーは、ペダルを左に動かすことによって直立したV字尾翼で生成され、左側のラダーベーターを左下に、右側のラダーベーターを左上に偏向させる。反対の場合は右にヨーが発生する。機首上げは操縦桿を後ろに動かすことで生成される。これにより、左側のラダーベーターが右上に、右側のラダーベーターが左上に偏向する。機首下げは操縦桿を前方に動かすことによって生成され、反対のラダーベーターの動きを引き起こす。

## ギャラリー

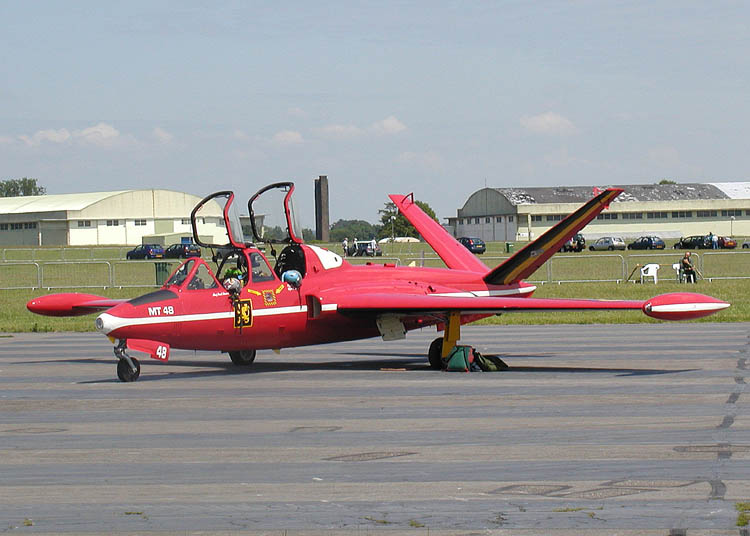
ベルギー空軍フーガCM.170マジスターのV字尾翼
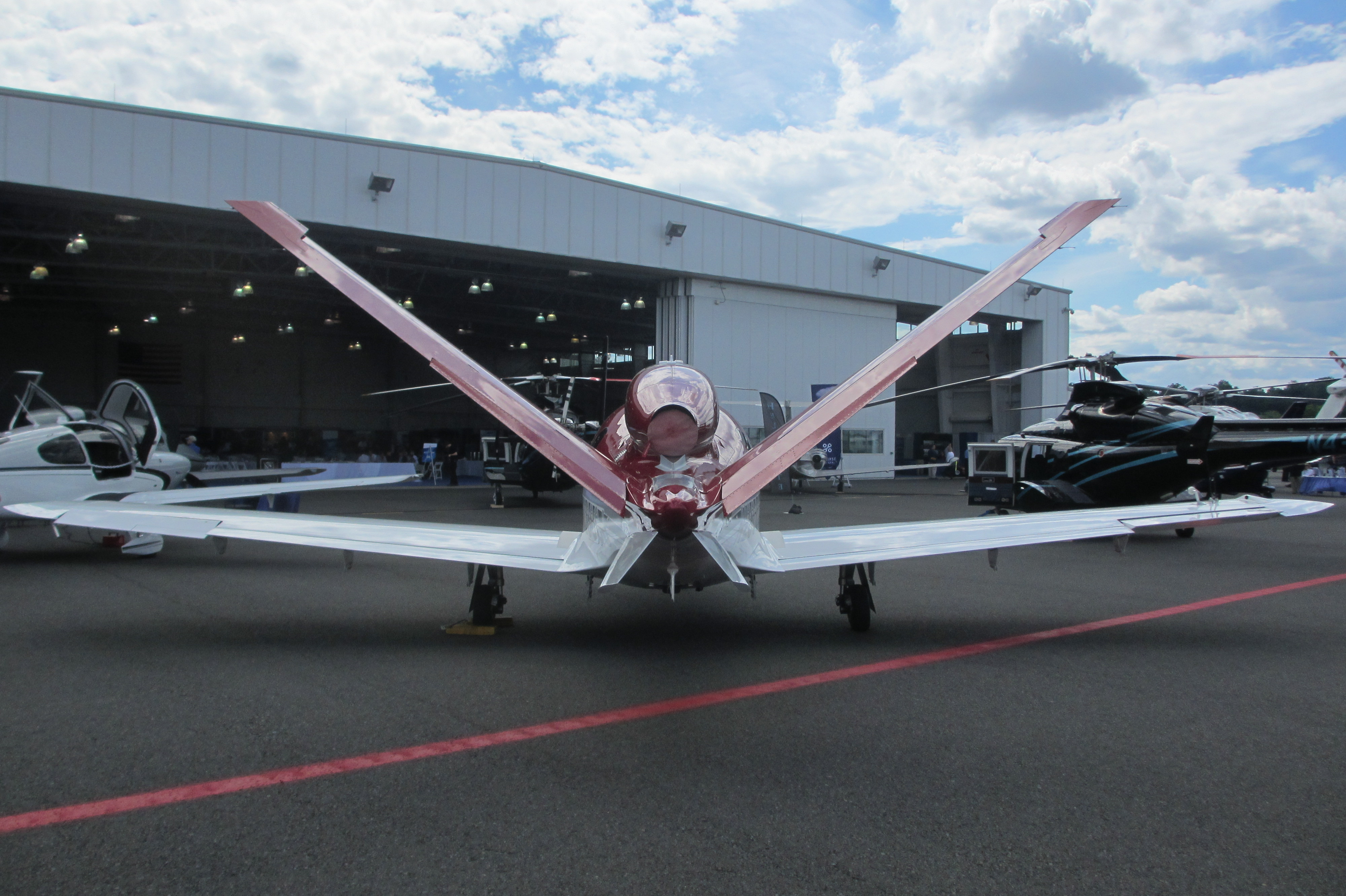
シーラス Vision SF50のV字尾翼
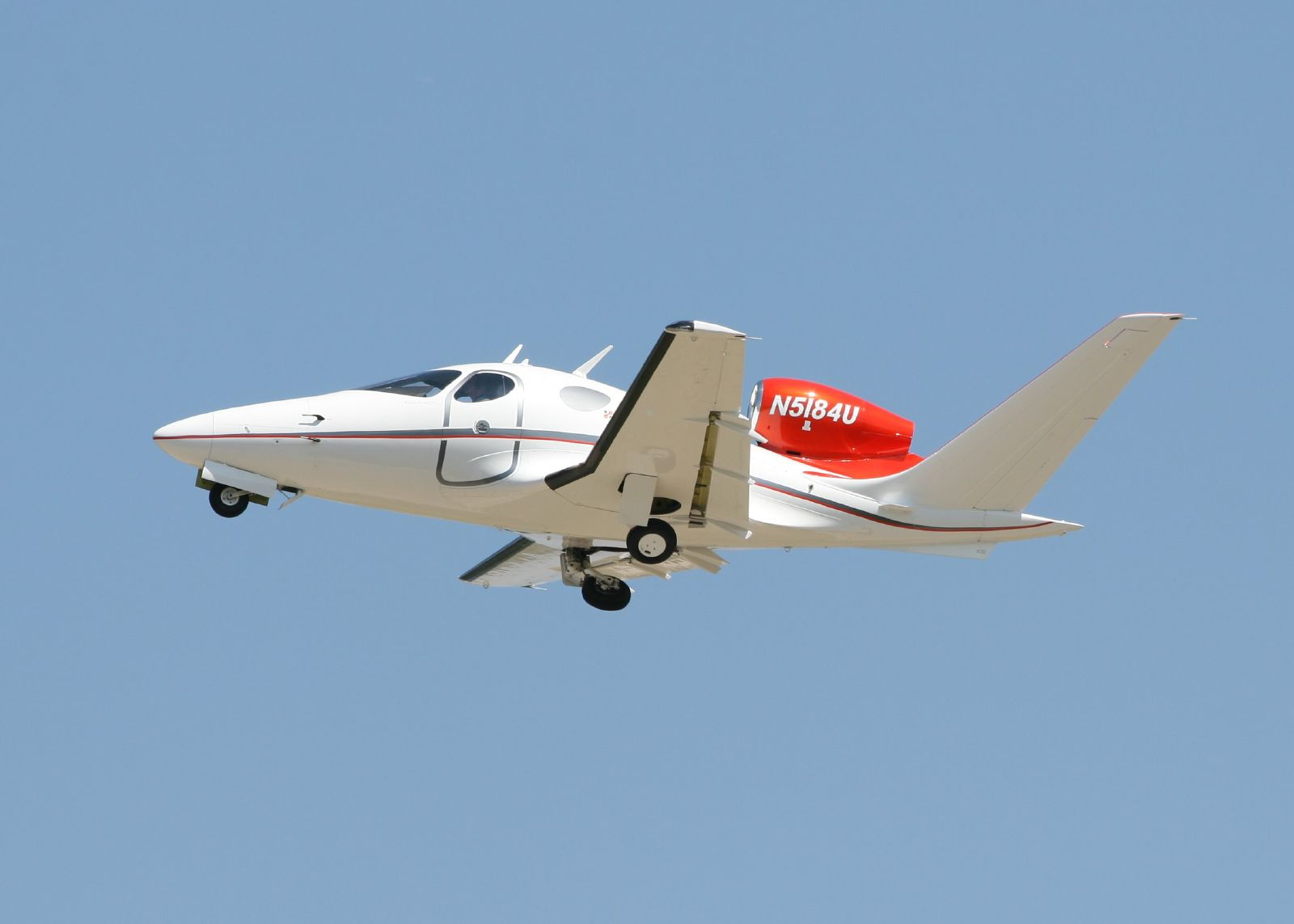
エクリプス 400のV字尾翼
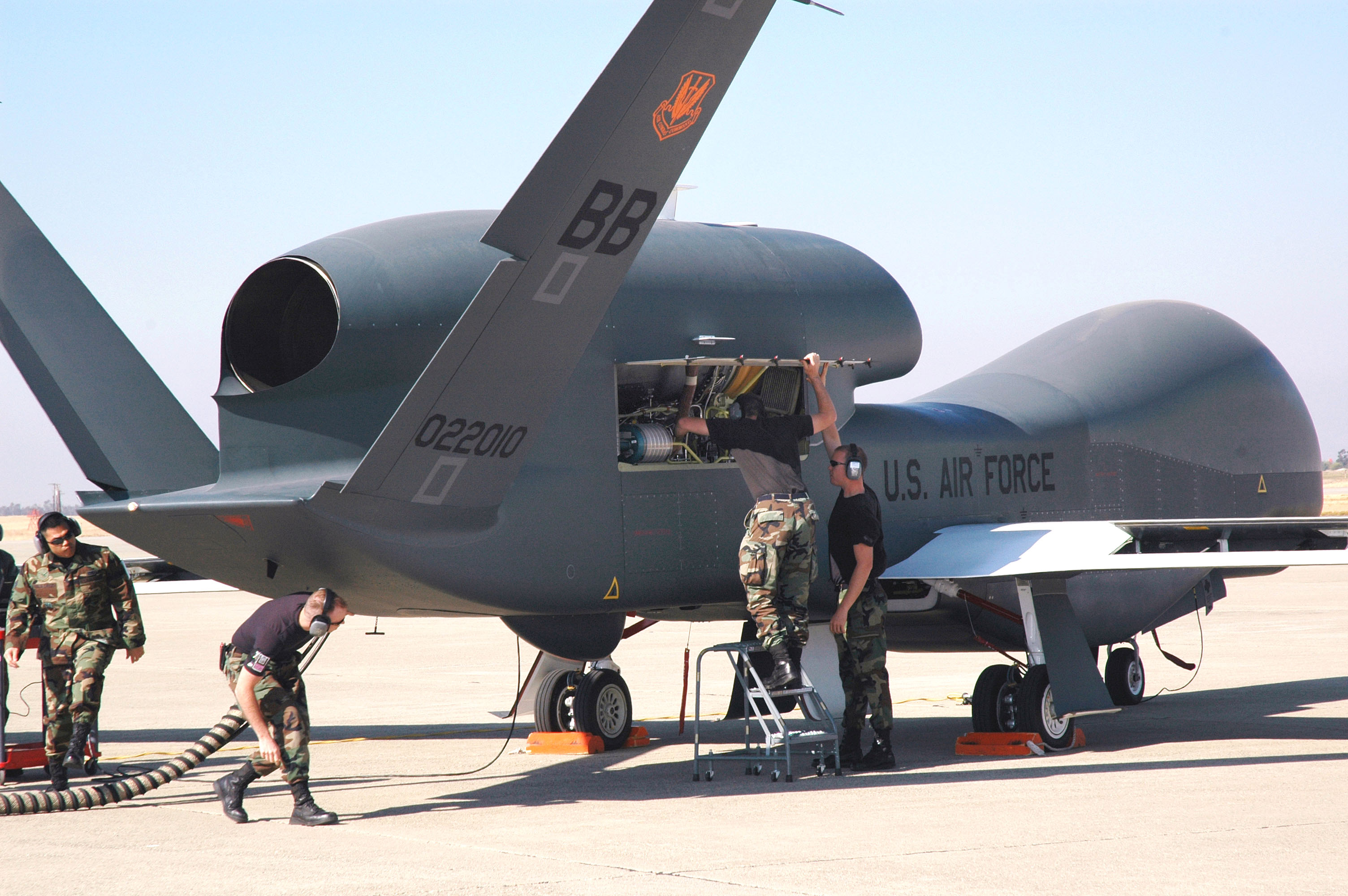
RQ-4 グローバルホークのV字尾翼
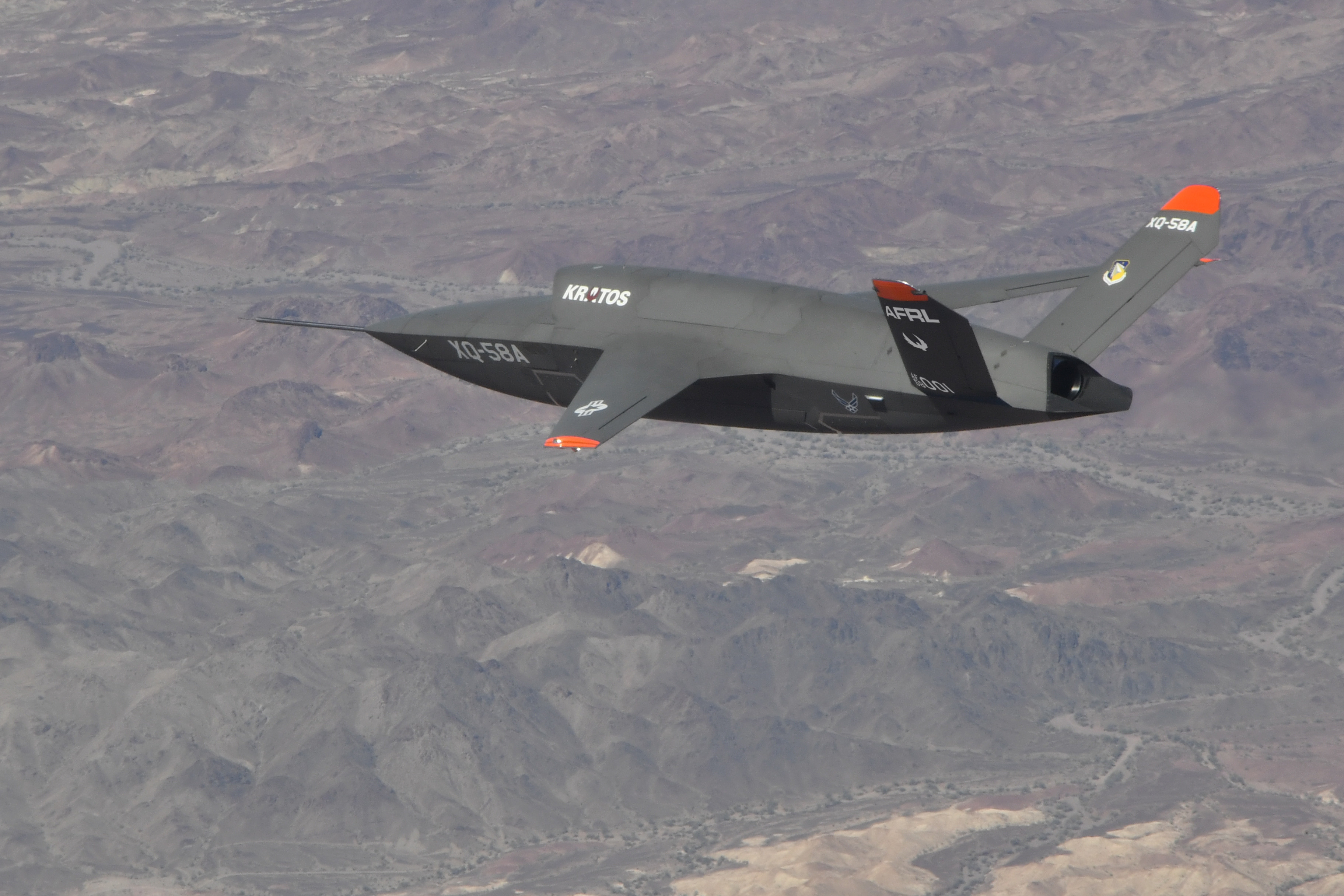
XQ-58 ヴァルキリーのV字尾翼